# Waipunga (rivière)
La rivière Waipunga (en anglais : Waipunga River) est un cours d'eau situé dans l'Île du Nord de la Nouvelle-Zélande, et un affluent du fleuve Mohaka.

## Géographie
la rivière est située entre le lac Taupo et Napier. Elle s’écoule grossièrement sur 50 km de sa  source près de l’angle est du plateau volcanique de l’Ile du Nord jusqu’à sa jonction avec le fleuve Mohaka, qui est suivi sur presque 15 km par la route nationale Napier-Taupo (route nationale 5). C’est probablement le secteur le plus spectaculaire pour voir les Chutes de la rivière à « Waipunga Falls », qui sont visibles d’une aire de stationnement le long de la route nationale.